# Bernard Floriet
Bernard Floriet (/bɛʀnaʀ flɔʀjɛ/, [bɛʁ̞naχ flɔʁ̞jɛ]) est un homme de théâtre français. Acteur de la décentralisation théâtrale, il crée avec René Lesage La Comédie des Alpes en 1960. Devenue le Centre dramatique national des Alpes, ils resteront à sa tête jusqu'en 1975. Il fut tour à tour décorateur, comédien, metteur en scène, directeur de théâtre, scénographe.

## Biographie

### Jeunesse
Il grandit à Douai et à Versailles. Son père, Henri Floriet, est procureur de la République. La passion du théâtre viendra par sa mère, Magdeleine Copeau, sœur de Jacques Copeau. Cet oncle imposant influencera durablement Bernard Floriet, avec lequel il partage un idéal de théâtre populaire,. Son apprentissage à la Samaritaine à Paris, comme tapissier, lui permit de posséder toute la palette de la réalisation des décors.

### Période Comédie de Saint-Étienne: 1950-1960
En 1950 il rejoint comme décorateur la troupe de Jean Dasté, la Comédie de Saint-Étienne, créée en 1947. La création mondiale du Cercle de craie caucasien de Bertolt Brecht (mise en scène John Blatchey et Jean Dasté) lui fit rencontrer le décorateur Abd-el-Kader Farrah, ainsi que Cyril Dives et Pierre Mestre chargés des masques. Il côtoiera à cette époque également les peintres Jean Le Moal, Jean Bazaine et Jean-Baptiste Manessier.
La notion de troupe de théâtre n'était pas un vain mot : tous chargeaient le car, montaient et démontaient les décors, presque tous jouaient un rôle dans la pièce qui se déroulait à la rencontre du public dans toutes sortes de lieux, salle de cinéma, salle paroissiale, plein air ou chapiteau. Les photographies de Ito Josué montrent avec brio le plaisir du spectacle vivant, que ce soit sur scène ou dans le public. Durant les dix années passées à Saint-Étienne Bernard Floriet participa à quarante-huit spectacles, preuve de l'extrême force de travail et de création déployée par la troupe. À quelques exceptions près Jean Dasté et René Lesage se partagèrent la mise en scène des spectacles.

### Période Comédie des Alpes

#### 1960-1968 La rue du lycée
Portés par l'ACTA (Association Culturelle par le Théâtre et les Arts), Bernard Floriet, René Lesage et Marc Netter s’installent à Grenoble. Il investissent d'abord les locaux de l'École Normale d'Instituteurs puis dans une ancienne chapelle du plus vieux lycée de Grenoble, le Lycée Stendhal. Un amphithéâtre y est aménagé. C'est dans cette salle que la Comédie des Alpes a trouvé son public, proposant un théâtre exigeant. L'insignifiance des moyens alloués par la collectivité n'a pas érodé le public qui avec constance a suivi les trente-deux spectacles créés par la troupe dont la mise en scène est à chaque fois signée par René Lesage et les décors par Bernard Floriet. Certains spectacles comme En Attendant Godot et Les Musiques Magiques partirent en tournée internationales, sans oublier que les autres spectacles furent tout aussi appréciés durant les tournées dans la région.

#### 1968-1975 La Maison de la Culture
Le 6 février 1968 la Maison de la Culture de Grenoble est inaugurée par André Malraux et le Général de Gaulle.
Cette Maison de la Culture tous l'attendaient depuis longtemps, après une préfiguration qui dura deux ans dans une villa en face du chantier. Ainsi, l'Association pour une maison de la culture avait été fondée fin 1964 avec 40 membres fondateurs, elle en comptait 1500 en 1968. Le bâtiment est conçu par André Wogenscky, disciple du Corbusier. Bernard Floriet tentera d'apporter, maquettes à l'appui, une autre configuration de la salle tournante, elle ne sera pas entendue.
Les festivités d'ouverture des Jeux olympiques d'hiver de 1968 furent l'occasion de premières mondiales. Maurice Béjart y créa Messe pour le temps présent avec une musique de Pierre Henry, Bernard Floriet fit la première mise en scène de 6 810 000 litres d'eau par seconde sur un texte de Michel Butor, avec les décors de Michel Raffaelli.
Mai 68 intervint peu après et la contestation ne ménagea pas Didier Béraud et Bernard Floriet.
La période de 1968 à 1972 fut particulièrement intense, vingt-trois pièces furent créées. Bernard Floriet et René Lesage avec une charge de direction devenant de plus en plus lourde et dans un souci de renouvellement firent appel a d'autre talents pour la mise en scène et les décors. La Comédie des Alpes deviendra en 1972 le Centre Dramatique des Alpes. À la fin de la saison 1974 les deux codirecteurs démissionnent, René Lesage s'éteindra en 1976 et Bernard Floriet quelques années plus tard.

### Scénographe
Le travail de scénographe, la précision des dessins, des croquis, des maquettes qui furent réalisées à chaque décor ont trouvé un prolongement dans la réalisation de salles de spectacles. Ainsi, à Bourges, Gabriel Monnet raconte comment Bernard Floriet "eut l’idée décisive (elle eut des conséquences partout) de couper l’espace en deux dans le sens de la hauteur et de dégager ainsi deux salles, une grande et une petite, offrant du même coup les possibilités d’un travail théâtral diversifié",. Dans les faits, les deux salles existaient depuis les années 30. L'idée de Bernard Floriet, décisive, a consisté dans la conservation intégrale du balcon et du "poulailler" originels (de la grande salle) et dans la suppression des loges (frontales) du public. Le parterre originel  était ainsi, enfoui dans les "dessous de salle". Un nouveau parterre était créé (par Camille Demangeat), dans le prolongement de l'ancien balcon en direction de la cage de scène, mais moins pentu. Une nouvelle scène était alors aménagée, environ à 3,50 mètres au dessus du niveau de l'ancienne scène. Floriet a donc proposé de sacrifier de la hauteur dans la cage de scène afin d'améliorer, très nettement, la qualité du rapport scène / salle. Sa conception était et demeure irréprochable. La conception originelle de la salle, particulièrement maladroite et "ségrégationniste", séparait le parterre par rapport au balcon par un niveau de loges pour les "officiels" et les notables. La salle aurait séparé en deux (ou plus) le public. En effet, la salle des années 30 comprenait un parterre en gradins (de faible hauteur) puis les loges, au dessus des loges le balcon (assez pentu), après le balcon le poulailler ! I.H.

### Vie personnelle
Bernard Floriet est le père de cinq enfants, dont Anne Floriet, athlète paralympique.

## Théâtre

### Comédie de Saint-Etienne
- 1949-1950 : La cagnotte de Eugène Labiche. Le jeu de l'amour et du hasard de Marivaux. La nuit de Jean Lescure. Mesure pour mesure de Shakespeare. Tartuffe de Molière.
- 1950-1951 : L’Illusion de Jacques Copeau[19]. Polyeute de Corneille[20]. Kagékyo, nô adapté par Suzanne Bing. La Savetière prodigieuse de Federico García Lorca[21]. Le Bourgeois gentilhomme de Molière.
- 1951-1952 : Noé d'André Obey. Les Fausses confidences de Marivaux. À cheval vers la mer de John Millington Synge. Amal ou la lettre du roi de Rabindranath Tagore, adaptation de André Gide. Les précieuses ridicules de Molière[22]. Macbeth de Shakespeare[23].
- 1952-1953 : Le Mariage de Figaro de Beaumarchais[24]. Montserrat d'Emmanuel Roblès[25]. Hyméné de Nicolas Gogol. Le mariage forcé de Molière.
- 1953-1954 : Chacun sa vérité de Luigi Pirandello[26]. Les Femmes savantes de Molière. Irène innocente de Ugo Betti, adaptation de Maurice Clavel. Antigone de Sophocle, adaptation d'Yves Florenne. L’Île des esclaves de Marivaux.
- 1954-1955 : On ne badine pas avec l'amour de Alfred de Musset. L’Ours de Tchekhov. L’Annonce faite à Marie de Paul Claudel, participation de Jean Le Moal aux décors. L’Avare de Molière. La Tempête de Shakespeare.
- 1955-1956 : Le Malade imaginaire de Molière. La putain respectueuse de Sartre. Le Bal des voleurs de Jean Anouilh. Les Frères Karamazov de Dostoïevski, adaptation de Jacques Copeau. Un Miracle de Notre-Dame d'un auteur inconnu du XIIe siècle.
- 1956-1957 : Le cercle de craie Caucasien de Brecht. Le Héros et le soldat de George Bernard Shaw. Spectacles sur tréteaux : La Cantatrice Chauve de Ionesco. Les méfaits du tabac de Tchekhov. Le Misanthrope et l'Auvergnat de Eugène Labiche.
- 1957-1958 : Amphitryon de Molière. Le Maquignon de Brandebourg de Herbert Le Porrier. Le Songe d'une nuit d'été de Shakespeare. La vie est un songe, de Pedro Calderón de la Barca.
- 1958-1959 : Amphitryon de Molière. Le Maquignon de Brandebourg de Herbert Le Porrier. Le Songe d'une nuit d'été de Shakespeare.
- 1959-1960 : Mais ne te promène donc pas toute nue" de Georges Feydeau. Les Amants comiques d'après Shakespeare. La Queue du diable d'Yves Jamiaque. La vie est un songe de Calderón. Le Bourgeois gentilhomme de Molière est repris sous chapiteau.

### Comédie des Alpes
- 1960-1961 : La règle du Jeu, montage. Chantefables, assemblage de textes médiévaux. Le carrosse du Saint-Sacrement de Prosper Mérimée. Les folies amoureuses de Jean-François Regnard.
- 1961-1962 : La farce de Maître Pathelin, La farce du pâté, Le grand Siècle montage de pièces classiques. Dame la lune et le brave soldat de Marc Netter, La Danse de la mort de August Strindberg. Histoire pour rire  de Jean Tardieu/René de Obaldia. Festival Molière, extraits de pièces de Molière. Le journal d'un curé de campagne de Georges Bernanos[27].
- 1962-1963 : Le barbier de Séville de Beaumarchais. L'Ours, Le Jubilé, Le Chant du cygne, de Anton Tchekhov. En Attendant Godot de Samuel Beckett. Cinna de Pierre Corneille.
- 1963-1964 : Cinna de Pierre Corneille.  En Attendant Godot  de Samuel Beckett. Le Malade Imaginaire de Molière. La Cantatrice Chauve et La Leçon d'Eugène Ionesco.
- 1964-1965 : L’Île des Esclaves de Marivaux. L’Exception et la Règle de Bertolt Brecht. La Quadrature du Cercle de Valentin Kataïev. En Attendant Godot de Samuel Beckett. Le Malade Imaginaire de Molière. Douze Hommes en Colère de Reginald Rose.
- 1965-1966 : Les justes d'Albert Camus. Douze Hommes en Colère de Reginald Rose. La Quadrature du Cercle de Valentin Kataïev. Les Musiques Magiques de Catherine Dasté. L’École des Femmes de Molière. Chacun sa Vérité de Luigi Pirandello.
- 1966-1967 : Douze Hommes en Colère de Reginald Rose. Les Musiques Magiques de Catherine Dasté. Si jamais j'te pince de Labiche. Le Marchand de Venise de Shakespeare.
- 1967-1968 : En Attendant Godot de Samuel Beckett (tournée aux États-Unis). Les Musiques Magiques de Catherine Dasté (tournée en Algérie). Une Lettre perdue de Ion Luca Caragiale.

### La Maison de la culture
- 1968-1969 : : L’Étourdi  de Molière. 6 810 000 litres d'eau par seconde de Michel Butor. Moi, Superman de Guillaume Kergourlay. Zoo Story-Le rêve de l'Amérique d'Edward Albee. La Nuit des Assassins de José Triana (es), traduction de Carlos Semprún Maura. Le Mariage de Figaro de Beaumarchais. Fin de partie-Acte sans Paroles de Samuel Beckett.
- 1969-1970 : La Dévotion à la croix de Pedro Calderón de la Barca adaptée par Albert Camus, mis en scène par Claude Confortès. La Nuit des Assassins de José Triana (es), traduction de Carlos Semprún Maura. Passion, poison et pétrification de George Bernard Shaw. Un léger accident de James Saunders. Un mot pour un autre de Jean Tardieu[28]. Il y avait foule au manoir de Jean Tardieu. Monsieur moi de Jean Tardieu. Oswald et Zénaïde de Jean Tardieu.  Le Guichet  de Jean Tardieu. Le menteur de Pierre Corneille.
- 1970-1971 : Tard dans la nuit de Guillaume Kergourlay[29]. Fin de partie-Acte sans Paroles de Samuel Beckett. Rhinocéros d’Eugène Ionesco. Ivan le terrible de Mikhaïl Boulgakov.
- 1971-1972 : Ivan le terrible de Mikhaïl Boulgakov. Qui a peur de Virginia Woolf ? d'Edward Albee. Histoire de Vasco de Georges Schehadé.
- 1972-1973 :En pleine mer-Bertrand-Strip-tease de Sławomir Mrożek. Le marathon de Claude Confortès. Qui a peur de Virginia Woolf ? d'Edward Albee. Marat-Sade de Peter Weiss.
- 1973-1974 : Dom Juan de Molière. Ils viennent jusque dans nos draps d'après Jacques Cousseau. Inahi le pêcheur de lune d’Étienne Catallan[30].

### Scénographe
- 1958 : Construction du Théâtre en rond de Sassenage (Isère), architecte Blanc. Ce bâtiment a été détruit par un incendie puis reconstruit.
- 1959-1960 : Rénovation du Théâtre de Bourg-en-Bresse (Ain), architecte Tête.
- 1959 : Avant-projet pour la Maison de la Culture de Bourges (Cher).
- 1967 : Construction d'une salle de spectacle dans la maison des jeunes du Village Olympique de Grenoble (Isère), architecte Michel Potié-Groupe 6.
- 1968 : Construction d'une salle d'art dramatique du conservatoire de Grenoble (Isère), architecte Goubet.
- 1973 : Construction d'une maison communale de Grand-Charmont (Doubs), architecte Goubet.
- 1975-1976 : Construction de L’Hexagone de Meylan (Isère), architecte UA38 Wang. Cette salle à taille humaine a été conçue par Bernard Floriet pour recevoir toutes les formes du spectacle vivant depuis le théâtre élisabéthain, la danse jusqu'à la musique d'un quatuor. Sa forme en hexagone permet en effet toutes les variations de jauge sans perdre en proximité.
- 1977-1978 : Rénovation du Théâtre de Saint-Jean-de-Maurienne (Savoie), architectes Cinnal et Yatropoulos.
- 1979-1981 : Rénovation du théâtre municipal d'Annonay (Drôme), architecte Touraine[31].

### 1980-1981 Construction d'une maison particulière
Bernard Floriet a dessiné les plans et fait construire une maison à Saint Gildas de Rhuys (56730). La maison est habitée depuis juillet 1981.

## Distinctions

### Décoration
- Chevalier de l'ordre des Arts et des Lettres le 1er juillet 1972 par Jacques Duhamel, ministre des Affaires Culturelles du gouvernement Messmer.